# El Chorrito
El Chorrito, también conocido como El Chorro, es un santuario religioso localizado en el estado mexicano de Tamaulipas. Es el santuario católico más visitado del noreste de México y del Sur de Texas donde se venera a la Virgen del Chorrito, bautizada así por la cascada cercana creada por las aguas provenientes del manantial del pueblo.

## Ubicación
El Chorrito está ubicado a faldas de la Sierra Madre Oriental en el municipio de Hidalgo, Tamaulipas. Está localizado a aproximadamente 100 kilómetros al norte de Ciudad Victoria, la capital del estado. Se llega partiendo desde el pueblo de Hidalgo y tomando una carretera de 25 kilómetros, la cual termina llegando al santuario.

## Historia

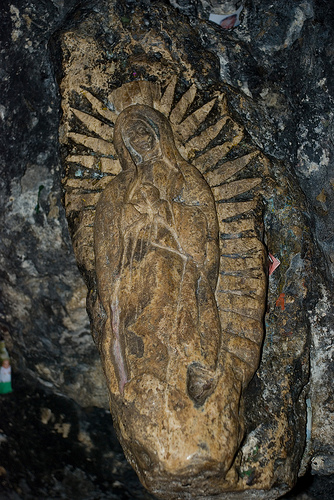
Imagen de la Virgen del Chorrito dentro de la cueva.

En el siglo XVIII, la religión católica fue incrustrada a la región a causa de los dominios del Nuevo Santander. Domingo de Unzaga e Ibarrola, fundador de Santo Domingo de Hoyos (actualmente Hidalgo), se hizo dueño de la Hacienda de San José de la Mesa, territorio en el cual existía también La Mesa de El Chorrito con la imagen de la Virgen de Guadalupe.
A finales del siglo XIX, la Hacienda pasó a manos del expresidente General Manuel González. Para facilitar el acceso a la Virgen, los jefes de la Mesa nombraron a un habitante del Chorrito (más conocido como "esclavo") como encargado de la cueva, e hicieron construir un jacalón con techo de palma a la entrada de la gruta y una escalera de madera.
En 1935, el gobierno ordenó la expropiación de las tierras de la Hacienda de San José de la Mesa, para construir ejidos.
En 1937, la cueva pasó a manos del ejido y en 1939, a la autoridad eclesiástica.
En 1939, el Obispo Serafín María Armora nombró al Padre Felícito Cisneros primer ministro fijo de la Parroquia de Nuestra Señora de Guadalupe de "El Chorrito".

### La Virgen de la Gota de Agua
Cuenta la historia de este poblado que por muchos años y gota a gota se fue esculpiendo sobre la roca la imagen de una virgen semejante a la imagen de la guadalupana, conocida como la Virgen de la Gota de Agua. 
En 1939, después de enterarse de la imagen, las autoridades eclesiásticas mandaron esculpir, sobre una de las estalactitas de la gruta, la imagen actual de la Virgen de Guadalupe, ahí donde anteriormente se encontraba la Virgen de la Gota de Agua.
Actualmente, existe también una imagen de la Virgen de Guadalupe a las orillas de la cascada del Chorrito y aunque esta imagen no es venerada,  algunos fieles acostumbran llevarle veladoras y ramos de flores como ofrendas.
A continuación se encuentra la lista de la mayoría de los sacerdotes que fueron nombrados Párrocos desde 1939. Algunos de sus nombres han sido perdidos a través de la historia.
- P. Felícito Cisneros (1934 - 1944)
- P. Francisco Martínez (1945 - 1947, 1953 - 1959)
- P. Rafael Echavarría (1947 - 1953)
- P. José Ascensión Saucedo (1957 - 1969)
- P. Francisco Javier Robles (1975 - 1980)
- P. David Martínez (1980 - 1988)
- P. Adolfo de león Tena (1988 - 1990)
- P. Baltazar Bedolla (1990 - 1994)
- P. Carlos Trueba Dávalos (1994 - 1999)
- P. Gerardo Guerrero Pachuca (1999)

## Turismo
El turismo es el principal medio de ingresos de la región ya que el santuario recibe anualmente miles de visitantes de diferentes estados de la República Mexicana, entre ellos: Tamaulipas, Nuevo León, Coahuila, Veracruz, San Luis Potosí, Querétaro, el Distrito Federal, así como del estado de Texas.
Entre sus atracciones además del aspecto religioso, se encuentra el nacimiento del manantial, la cueva de la virgen, la popular cascada del chorrito y la presa Pedro José Méndez. También hay opciones para el ecoturismo, tales como montar a caballo, ir de excursión por la sierra y un mirador donde se puede apreciar gran parte de las planicies de la región.